# Anachemmis beattyi
Espèce
Anachemmis beattyi est une espèce d'araignées aranéomorphes de la famille des Zoropsidae.

## Distribution
Cette espèce se rencontre aux États-Unis en Arizona et au Mexique au Sonora,.

## Description
Le mâle holotype mesure 8,4 mm et la femelle paratype 8,8 mm.

## Étymologie
Cette espèce est nommée en l'honneur de Joseph A. Beatty.

## Publication originale
- Platnick & Ubick, 2005 : A revision of the North American spider genus Anachemmis Chamberlin (Araneae, Tengellidae). American Museum Novitates, no 3477, p. 1-20 (texte intégral).